# Teledeltos

Modelización analógica de la presión del agua sobre un dique, utilizando el papel Teledeltos

Teledeltos es la denominación comercial de un tipo de papel conductor de la electricidad. Está formado por una capa de carbono que recubre una de las caras de una hoja de papel, dejando una cara negra y la otra blanca. La compañía Western Union desarrolló el papel Teledeltos a finales de la década de 1940 (varias décadas después de que ya se usara la modelización matemática mediante analogías eléctricas) para su uso en las impresoras térmicas utilizadas en máquinas de fax y en grabadoras gráficas.
Antes de la generalización del cálculo por ordenador, este papel tenía numerosas aplicaciones en ingeniería, muy alejadas de su uso original en impresoras de chispa. Muchos de estos usos estaban relacionados con la modelización de la distribución del campo eléctrico y de otros campos escalares.

## Uso
Teledeltos es una hoja de resistencia eléctrica prácticamente uniforme, con resistividad isótropa en cualquier dirección. Siendo barato y fácilmente recortable, solía usarse para modelizar resistores planos con la forma que se desease. El papel de la hoja funcionaba a su vez como aislante. Normalmente se usaba para representar modelos a escala de algún ejemplo de un campo escalar bidimensional procedente del mundo real, en el que era necesario estudiar la distribución del campo. Este campo puede ser un campo eléctrico o algún otro campo que siga las mismas reglas de distribución lineales.
La resistividad del papel Teledeltos es de alrededor de 6 kilohms/cuadrado ({\displaystyle \Omega /\Box }). Téngase en cuenta que la resistencia de una hoja se mide en ohmio/cuadrado, no en los ohmio·metro (Ω⋅m) que se utilizarían para medir la resistividad de una resistencia tridimensional. Este valor es lo bastante bajo como para ser utilizado con un voltaje seguro, pero a la vez es lo suficientemente alto como para evitar problemas con la resistencia de contacto.
Las conexiones con  al papel suelen hacerse pintando marcas con pintura plateada conductora, a las que se sujetan cables normalmente con clips de acero. Cada marca pintada tiene una baja resistividad (con respecto al carbono), por lo que se puede suponer que posee un voltaje constante. Con los voltajes aplicados, el flujo eléctrico a través de la hoja emulará la distribución del campo. Los voltajes pueden ser medidos dentro de la hoja con uno de los polos de un voltímetro (relativo a uno de los electrodos conocidos), o bien el flujo de corriente. Cuando la resistividad de la hoja es constante, la manera más sencilla de medir el flujo eléctrico es utilizar un pequeño voltímetro con dos polos, para medir la diferencia de voltaje entre ambos. Cuando se conoce la distancia entre ambos,  es inmediato calcular la resistencia entre ellos y (por la ley de Ohm) la intensidad de la corriente puede ser fácilmente determinada.
Una suposición en algunos casos es que el campo circundante es 'infinito', esto también requeriría una hoja infinita de Teledeltos.  Haciendo que la hoja sea lo "suficientemente" grande en comparación con el área del experimento, una hoja de medidas finitas basta para la mayor parte de los experimentos.

## Trazado de líneas de campo
La técnica básica para trazar líneas de campo es en primer lugar construir un modelo de las variables independientes, y a continuación utilizar los polos de un voltímetro para medir las variables dependientes. Normalmente esto significa aplicar voltajes conocidos en ciertos puntos, y medir los voltajes y las corrientes resultantes dentro del modelo. Las dos aproximaciones básicas son aplicar electrodos con voltajes en puntos conocidos dentro de una gran hoja de Teledeltos (modelización de un campo infinito), o bien recortar una forma determinada de Teledeltos, aplicando voltajes en sus bordes (modelización de un campo acotado).  Hay una asociación práctica común, por la que los modelos de campo eléctrico son normalmente infinitos y los modelos térmicos están normalmente acotados.

## Modelización de campos por analogía
A pesar de que la modelización de campos eléctricos es útil directamente en algunas tareas, como el diseño de válvulas termoiónicas, aunque el uso práctico principal de la técnica más amplio es la modelización de campos de otras magnitudes. Esta técnica puede ser aplicada a cualquier campo que siga las mismas reglas lineales de la ley de Ohm. Esto incluye el flujo del calor, ciertos problemas de óptica y algunos aspectos de la mecánica newtoniana. No es normalmente aplicable a la dinámica de fluidos, debido a la viscosidad y a efectos de compresibilidad, o a la óptica de alta intensidad, donde los tienen gran importancia efectos no lineales. Puede ser aplicable a algunos de los problemas mecánicos que implican materiales homogéneos e isótropos como los metales, pero no a los composites.
Antes del uso del Teledeltos, una técnica similar había sido utilizada para modelizar flujos de gas, mediante una bandeja de muy poca profundidad conteniendo una solución de sulfato de cobre se utilizaba como medio transmisor, con electrodos de cobre a cada lado. Las barreras dentro del modelo se moldeaban con cera. Tratándose de un líquido, no era una solución muy práctica. Stanley Hooker describió su uso anterior a la Segunda Guerra Mundial, haciendo notar que los efectos de compresibilidad podían ser modelizados variando localmente la profundidad de la base de la bandeja, modificando así  la conductividad del medio.
Una de sus aplicaciones más importantes fue la modelización térmica. El voltaje es el equivalente  de la temperatura y la intensidad de la corriente coincide con el flujo de calor. Si los límites del modelo de un disipador de calor son pintados con pintura conductora para formar dos electrodos separados, ambos pueden ser sometidos a un voltaje para representar las temperaturas de algún punto de calor interno (como un chip de un microprocesador) y la temperatura ambiental externa. Los potenciales dentro del disipador representan las temperaturas internas y las intensidades de la corriente representan el flujo de calor. En muchos casos, el punto de calor interno puede ser modelado con una fuente de corriente constante más que con un voltaje, dando una analogía mejor de pérdida de potencia en forma  de calor, que suponer una simple temperatura constante. Si el flujo externo de aire está restringido, el electrodo 'ambiental' puede ser subdividido y cada sección conectada a un suministro de voltaje común a través de un resistor o de un limitador, representando la máxima capacidad de disipación de calor de la corriente de aire.
Como los disipadores son generalmente fabricados de secciones de aluminio extrusionado, el papel bidimensional no es normalmente una limitación seria. En algunos casos, como los pistones de los motores de combustión interna, puede ser necesario abordar una modelización tridimensional. Esto puede realizarse, de una manera análoga al procedimiento usado con el papel Teledeltos, utilizando bandejas conteniendo un electrólito conductor, cuya profundidad se puede modelar.
Esta técnica de modelización térmica es útil en muchas ramas de la ingeniería mecánica como el diseño de disipadores o de radiadores, así como de piezas de fundición.
El desarrollo de la modelización por ordenador y el análisis mediante elementos finitos ha reducido el uso del papel Teledeltos, de modo que la técnica es cada vez más desconocida y los materiales más difíciles de obtener. Su uso es todavía altamente valioso en enseñanza, dado que brinda un método muy obvio para medir campos y ofrece una retroalimentación inmediata de cómo varía el resultado de un experimento, facilitando el entendimiento de determinados conceptos físicos.

## Sensores
El papel Teledeltos también solía usarse para fabricar sensores, tanto directamente como elemento resistivo embebido, o indirectamente, formando parte de su proceso de diseño.

### Sensores resistivos
Una pieza de Teledeltos con dos electrodos conductores en cada uno de sus extremos  funciona como un resistor sencillo. Su resistencia es ligeramente sensible a la tensión mecánica aplicada al doblar o comprimir la pieza, pero el sustrato de papel no es lo bastante robusto para usarse como un sensor fiable a largo plazo.
Un más común como sensor resistivo es en la forma de un potenciómetro. Un resistor largo y delgado, con un voltaje aplicado, puede disponerse con una sonda conductora que deslice a lo largo de su superficie. El voltaje en la sonda depende de su posición entre los dos contactos extremos. Este sensor puede formar el teclado de un instrumento musical electrónico sencillo, como un Tannerin o un Stylophone.
Un sensor lineal similar utiliza dos cintas de Teledeltos, colocadas frente a frente. Ejerciendo una presión sobre las cintas (la fuerza de un dedo es suficiente), se juntan las dos caras conductoras, formando un contacto de resistencia más baja. Esto puede ser utilizado en como un potenciómetro  de modo similar a la sonda conductora, pero prescindiendo de ella. Esto puede ser utilizado como un experimento didáctico para usarse con otro instrumento musical electrónico, sirviendo de teclado de cinta para controlar un sintetizador, como el Monotron.  Si se utilizan electrodos cruzados en cada pieza de Teledeltos, se puede crear un dispositivo táctil resistivo bidimensional.

### Sensores capacitivos
A pesar de que el papel Teledeltos no es utilizado para fabricar sensores capacitivos, su capacidad de modelizar campos también le permite determinar la capacitancia de electrodos con formas arbitrarias durante el diseño de un sensor.